# Biologija u 2012.
◄◄ | ◄ | 2009. | 2010. | 2011. | 2012.  | 2013. | 2014. | 2015. | ► | ►►
Arhitektura • Astronautika • Astronomija • Biologija • Film • Fotografija • Glazba • Kazalište • Kemija • Kiparstvo • Knjige • Književnost • Kršćanstvo • Meteorologija • Medicina • Planinarstvo • Politika • Pravo • Promet • Slikarstvo • Strip • Šport • Televizija • Znanost • Zrakoplovstvo • Željeznički promet
Biologija u 2012.

## Svijet

### Smrti
- 13. travnja − Irina Aleksandrovna Grudzinskaja, ruska botaničarka (* 1920.)

## Vanjske poveznice
|  | Zajednički poslužitelj ima još gradiva o temi Biologija |